# آزمایش نوترینوی عمیق زیرزمینی
آزمایش نوترینوی عمیق زیرزمینی (انگلیسی: Deep Underground Neutrino Experiment) یا DUNE آزمایش نوترینو در حال ساخت است که دارای یک آشکارساز نزدیک در آزمایشگاه فرمی و یک آشکارساز دور در تأسیسات تحقیقاتی زیرزمینی سندفورد می‌باشد که نوترینوهایی را که در آزمایشگاه فرمی تولید می‌شوند، مشاهده خواهد کرد. یک پرتو شدید از تریلیون‌ها نوترینو از تأسیسات تولید در فرمیلب (در ایلینوی) به مسافت ۱٬۳۰۰ کیلومتر (۸۱۰ مایل) با هدف درک نقش نوترینوها در کیهان ارسال خواهد شد. بیش از ۱٬۰۰۰ پژوهشگر در این پروژه فعالیت می‌کنند. این آزمایش برای یک دوره ۲۰ ساله جمع‌آوری داده‌ها طراحی شده است.

## هدف
هدف‌های علمی اصلی آزمایش DUNE عبارتند از:
- تحقیق در مورد نوسان نوترینوها برای آزمایش نقض سی‌پی در بخش لپتون، که به بررسی دلیل ساختار کیهان از ماده می‌پردازد.[۶]
- تعیین ترتیب جرم‌های نوترینوها.[۷]
- مطالعات در مورد ابرنواختر و شکل‌گیری یک ستاره نوترونی یا سیاه‌چاله، حتی اگر آشکارساز ۱٬۴۹۰ متر (۰٫۹۳ مایل) زیر زمین باشد و هیچ دید مستقیم به آسمان نداشته باشد.[۸]
- جستجو برای واپاشی پروتون، که تاکنون مشاهده نشده است اما توسط نظریه‌هایی که نیروهای بنیادی را متحد می‌کنند پیش‌بینی شده است.[۹]

## پیشینه
در سال ۲۰۱۴، هیئت اولویت‌بندی پروژه‌های فیزیک ذرات (P5) این پروژه را به عنوان «اولویت بالاترین پروژه در دوره زمانی خود» رتبه‌بندی کرد (پیشنهاد شماره ۱۳). اهمیت اهداف این پروژه باعث شده است که پروژه‌های رقیب در کشورهای دیگر نیز پیشنهاد شوند، به‌ویژه آزمایش هایپر کامیوکنده در ژاپن که قرار است در سال ۲۰۲۷ شروع به جمع‌آوری داده‌ها کند. پروژه DUNE که تحت نظارت آزمایشگاه فرمی است با تأخیرهایی در برنامه‌زمانی و افزایش هزینه‌ها از کمتر از ۲ میلیارد دلار به بیش از ۳ میلیارد دلار مواجه شده است، که موجب شده مقالاتی در نشریات Science و Scientific American این پروژه را به‌عنوان پروژه‌ای «دچار مشکل» توصیف کنند. در سال ۲۰۲۲، آزمایش DUNE زمان شروع پرتو نوترینو را برای اوایل دهه ۲۰۳۰ تعیین کرده است و پروژه در حال حاضر به صورت فازی اجرا می‌شود.